# Чайкинское сельское поселение (Тверская область)
Ча́йкинское се́льское поселе́ние — муниципальное образование в составе Пеновского района Тверской области.
Центр поселения — деревня Забелино.
Образовано в 2005 году, включило в себя территорию Чайкинского сельского округа.

## Географические данные
- Общая площадь: 400,1 км²
- Нахождение: центральная часть Пеновского района
  - Граничит:
    - на северо-востоке — с Осташковским районом, Свапущенское СП
    - на востоке — с Заевским СП
    - на юго-востоке — с городским поселением посёлок Пено
    - на юге — с Охватским СП
    - на западе — с Ворошиловским СП
    - на северо-западе — с Рунским СП

Восточная граница поселения проходит по озёрам Стерж, Вселуг и Пено. Главная река — Кудь.

## Население
| 2005 | 2010 | 2011 | 2012 | 2013 | 2014 | 2015 |
| ---- | ---- | ---- | ---- | ---- | ---- | ---- |
| 345  | ↘280 | →280 | ↗281 | ↘279 | ↗285 | ↗288 |
| 2016 | 2017 | 2018 | 2019 | 2020 |      |      |
| ↘282 | ↘269 | ↘261 | ↘245 | ↘222 |      |      |

По переписи 2002 года — 387 человек, на 01.01.2008 — 340 человек.

## Населенные пункты
На территории поселения находятся 24 населенных пункта:
| №  | Населённый пункт | Тип     | Население |
| -- | ---------------- | ------- | --------- |
| 1  | Адворица         | деревня | ↘1        |
| 2  | Бервенец         | деревня | ↘21       |
| 3  | Битуха           | деревня | ↘1        |
| 4  | Бобовище         | деревня | 0         |
| 5  | Борки            | деревня | ↘1        |
| 6  | Боровое          | деревня | ↘19       |
| 7  | Гора             | деревня | 29        |
| 8  | Забелино         | деревня | ↘136      |
| 9  | Заберечье        | деревня | ↘0        |
| 10 | Заборовка        | деревня | ↘0        |
| 11 | Заборье          | деревня | ↘12       |
| 12 | Залозье          | деревня | ↘9        |
| 13 | Заречье          | деревня | ↘1        |
| 14 | Зароево          | деревня | ↘0        |
| 15 | Кобенево         | деревня | ↘6        |
| 16 | Красное Утро     | деревня | 1         |
| 17 | Кудь             | деревня | ↘5        |
| 18 | Ляды             | деревня | 0         |
| 19 | Павлиха          | деревня | ↘0        |
| 20 | Полово           | деревня | ↘25       |
| 21 | Руно             | деревня | ↘0        |
| 22 | Старое           | деревня | ↘1        |
| 23 | Торг             | деревня | ↘1        |
| 24 | Череты           | деревня | ↘0        |

## История
В XI—XV вв. территория поселения находилась на границе Новгородской земли со Смоленскими (затем Торопецкими, ещё позднее Ржевскими) землями. В XVI—XVII веке территория поселения относилась к волости Вселужской и Стержской Ржевского уезда. 

С XVIII века территория поселения входила:
- в 1708—1727 гг. в Санкт-Петербургскую (Ингерманляндскую 1708—1710 гг.) губернию, Тверскую провинцию,
- в 1727—1775 гг. в Новгородскую губернию, Тверскую провинцию,
- в 1775—1796 гг. в Тверское наместничество, Осташковский уезд,
- в 1796—1929 гг. в Тверскую губернию, Осташковский уезд,
- в 1929—1935 гг. в Западную область, Пеновский район,
- в 1935—1944 гг. в Калининскую область, Пеновский район
- в 1944—1957 гг. в Великолукскую область, Пеновский район
- в 1957—1963 гг. в Калининскую область, Пеновский район
- в 1963—1973 гг. в Калининскую область, Осташковский район
- в 1973—1990 гг. в Калининскую область, Пеновский район
- с 1990 в Тверскую область, Пеновский район.

В середине XIX-начале XX века деревни поселения относились к Заевской и Синцовской волостям Осташковского уезда.

## Известные люди
В деревне Руно родилась Герой Советского Союза Лиза Чайкина, партизанка, секретарь Пеновского райкома ВЛКСМ. Память о ней — в названии поселения.
 В деревне Полово родился Герой Советского Союза Иван Михайлович Жагренков.

## Экономика
Основное сельхозпредприятие — ООО «Чайкинское».